# Colombiers-du-Plessis

Colombiers-du-Plessis este o comună în departamentul Mayenne, Franța. În 2009 avea o populație de 465 de locuitori.